# Bundesautobahn 89
Pour les articles homonymes, voir A89.
La Bundesautobahn 89 est le nom d'un projet de Bundesautobahn dans les Länder de Bade-Wurtemberg et de Bavière.